# Marcel Neusch
Marcel Neusch, né le 15 août 1935 à Dambach (Bas-Rhin)  et mort le 30 décembre 2015, à Albertville (Savoie), est un religieux assomptionniste français, Docteur en philosophie (université de Toulouse) et en théologie (Institut catholique de Paris), il est un des spécialistes francophones de saint Augustin,,. Il a manifesté dans ses publications le souci de vulgariser la recherche philosophique et théologique.

## Éléments biographiques
Il a été professeur à l'Institut catholique de Paris.
Il a aussi été responsable de la formation des jeunes de sa congrégation. Auteur d'une bonne quinzaine d'ouvrages, il collabora entre autres au quotidien La Croix.

### La théologie augustinienne
Il s'est spécialisé sur saint Augustin au début de sa carrière universitaire (thèse soutenue en 1972), et reprendra ce sillon d'études après une quinzaine d'années d'éclipse. Il participe dès sa création au comité de rédaction de la revue Itinéraires Augustiniens (fin des années 80), puis en devint rédacteur en chef de 1991 à 2013. Cette participation favorise ses recherches et ses publications, avec une prédilection pour l'anthropologie et la spiritualité selon Augustin. Il rédigeait aussi des recensions de publications augustiniennes pour le journal La Croix. C'est ainsi qu'il acquit un rôle important dans les études augustiniennes, spécialement francophones.

### La vie religieuse
En lien avec cet intérêt pour Augustin et dans le contexte du renouveau demandé par le concile Vatican II, Marcel Neusch développe aussi une approche augustinienne de la vie religieuse.
Vie religieuse qu'il présente comme étant une concrétisation particulière de la vie proposée à tout chrétien. C'est dire que la vie consacrée et tout ce qu'on peut en dire dans cette optique est source d'inspiration pertinente pour tout baptisé.

### L'athéisme contemporain
Marcel Neusch a travaillé et enseigné les philosophes allemands, notamment Feuerbach, Nietzsche, Marx et Freud, qu'il considérait comme essentiels pour comprendre l'athéisme moderne, et par là la société contemporaine. Les théologiens modernes doivent les connaître. De là son maître livre sur le sujet : Aux sources de l'athéisme contemporain. Cent ans de débats sur Dieu (cf. ses publications plus bas).
Marcel Neusch a manifesté conjointement à son activité de chercheur et de théologien le souci de transmettre et de participer à la formation religieuse. Il a animé, particulièrement à partir de la retraite, des cours de théologie et de spiritualité, de multiples sessions, des retraites. Il était connu pour sa clarté d’exposition et sa manière d’utiliser des schémas pour clarifier visuellement des concepts complexes. Soucieux de vulgariser la recherche philosophique et théologique, son enseignement présentait souvent des exemples bien concrets dans la vie des communautés religieuses.

## Publications
- En collab. avec Bernard Kappn, il a traduit de l'allemand : Karl Rahner, Les chances de la foi : éléments d'une spiritualité pour notre temps, Centurion, 1974 (ISBN 2227310049).
- Aux sources de l'athéisme contemporain : cent ans de débats sur Dieu, Paris, Le Centurion, 1980[6].
- Les chrétiens et leur vision de l'homme, Desclée, coll. « Le Christianisme et la foi chrétienne » (no 4), 1985 (ISBN 2-7189-0284-1).
- Avec Bruno Chenu, Au pays de la théologie : à la découverte des hommes et des courants, Centurion, 1986 (éd. amplifiée) (1re éd. 1979) (ISBN 2-227-31544-X)[7],[8],[9],[10].
- Le mal, Édition du Centurion, 1990[11].
- Avec Monique Vincent, Saint Augustin, maitre de prière : d'après les 'Enarrationes in Psalmos', Beauchesne, 1990 (ISBN 2-7010-1213-9).
- Collectif sous la dir. de Marcel Neusch, Le sacrifice dans les religions, Beauchesne, coll. « Sciences théologiques et religieuses » (no 3), 1994 (ISBN 2-7010-1303-8)[12],[13],[14],[15].
- Les Rivages de l'homme : introduction à une anthropologie chrétienne, Bayard - Centurion, 1995 (ISBN 2-227-31593-8).
- Initiation à saint Augustin, maître spirituel, Cerf, coll. « Épiphanie » », 1996 (ISBN 2-204-05422-4).
- Saint Augustin : l'amour sans mesure, Parole et Silence, 2001 (ISBN 2-84573-055-1)[16],.
- Avec Bruno Chenu, Dieu au XXIe siècle : contribution de la théologie aux temps qui viennent, Bayard, 2002 (ISBN 2-227-31740-X)[17].
- Les traces de Dieu : éléments de théologie fondamentale, Cerf, 2004 (ISBN 2-204-07405-5)[18].
- L'énigme du mal, Bayard, 2007 (ISBN 2-227-47689-3).
- Dieu - Avis de recherche, Bayard - Centurion, coll. « Références-Formation chrétienne ».
- en collab., La foi au Dieu des chrétiens, gage d'un authentique humanisme : Henri de Lubac face à l'humanisme athée, Desclée de Brouwer, coll. « Théologie à l'Université » (no 13), 2010 (ISBN 978-2-220-06173-3).
- Saint Augustin : Splendeur et misère de l'homme, Cerf, coll. « Épiphanie », 2011 (ISBN 2-204-09482-X)[19],[20].

### Sur Marcel Neusch
- Aux frontières de la théologie et de la philosophie / Marcel Neusch ; textes rassemblés et introduits par Jean-François Petit et Brigitte Cholvy, Cerf, coll. « Cerf patrimoines », 2017 (ISBN 9782204123501).